# سيمون ساتكليف
سيمون ساتكليف (22 مايو 1960 - ) (بالإنجليزية: Simon Sutcliffe)‏ هو لاعب كريكت بريطاني.